# Nier: Automata Ver1.1a
Nier: Automata Ver1.1a (ニーア オートマタ Ver1.1a, Nia Otomata Ver1.1a) est une série télévisée d'animation sortie en 2023, basée sur le jeu de action-RPG Nier: Automata développé par PlatinumGames et publié par Square Enix. La série est produite par A-1 Pictures et est diffusée à partir de janvier 2023, commémorant le sixième anniversaire du jeu vidéo. La première partie se finit en juillet 2023 avec un total de 12 épisodes. Une seconde partie est diffusée de juillet à septembre 2024.

## Synopsis
La Terre a été abandonnée par les humains qui ont dû fuir après l'arrivée de machines extraterrestres organisées et puissantes. Réfugiés sur la lune, un petit groupe décide d'organiser une riposte en créant des soldats androïdes. Ne faisant pas le poids face à l'ennemi, ils décident d'utiliser une nouvelle génération d'androïdes féminins : l’unité YoRHa constitué de « 9S » et « 2B », dernier recours pour reconquérir la Terre.

## Personnages
YoRHa No.2 Type B (2B)
Voix japonaise : Yui Ishikawa, voix française : Nancy Philippot
Membre de l'unité YoRHa (en duo avec 9S) et issue de la nouvelle génération d'androïdes, No.2 Type B appelée communément 2B, est appelée à aider la résistance se trouvant sur Terre. Il s'agit d'un modèle spécialisé dans le combat avec une personnalité calme voire froide et taciturne.
YoRHa No.9 Type S (9S)
Voix japonaise : Natsuki Hanae, voix française : Pierre Le Bec
Membre de l'unité YoRHa (en duo avec 2B) et issue de la nouvelle génération d'androïdes, No.9 Type S appelée communément 9S, est appelée à aider la résistance se trouvant sur Terre. Il s'agit d'un modèle spécialisé dans la reconnaissance avec une personnalité extravertie et a une certaine intérêt pour le monde et la forme de vie des machines.
Pod 042 (ポッド042, Poddo 042)
Voix japonaise : Hiroki Yasumoto, voix française : Franck Dacquin
Dispositif flottant en forme de boîte qui soutient 2B. Bien qu’initialement robotique, il développe également une personnalité distincte et s’attache à son propriétaire.
Pod 153 (ポッド153, Poddo 153)
Voix japonaise : Kaoru Akiyama (ja), voix française : Sophie Pyronnet
Dispositif flottant en forme de boîte qui soutient 9S.
Le commandant (司令官, Shireikan)
Voix japonaise : Chiaki Kanou (ja), voix française : Micheline Tzimalis
Il s'agit de l'officier supérieur de 2B et 9S. Elle est la cheffe des forces YoRHa basées dans la base orbitale.
Opérateur 60 (オペレーター60, Operētā 60)
Voix japonaise : Keiko Isobe (ja), voix française : Aaricia Dubois
Opérateur qui agit comme contact à la base orbitale pour 2B. Elle est amicale et veut créer des liens avec 2B. l’opérateur 210 est froid et concentré sur la mission plutôt que sur les tentatives de 9S de socialiser avec elle.
Opérateur 210 (オペレーター210, Operētā 210)
Voix japonaise : Meari Hatsumi (ja), voix française : Ludivine Deworst
Opérateur qui agit comme contact à la base orbitale pour 9S. Elle est froide et concentré sur sa mission plutôt que sur les tentatives de 9S de tisser des liens avec elle.
Lily (リリィ, Rirī)
Voix japonaise : Atsumi Tanezaki, voix française : Marie Du Bled
Elle est la leadeuse du groupe de résistants constitué d'anciens modèles androïdes. D’abord méfiante à l’égard de l'unité YoRHa, elle finit par leur fournir des informations et du soutien. Elle est également une ancienne connaissance d’A2, ayant servi avec elle lors de leur première mission.
YoRHa Type A No.2 (A2) (ヨルハA型二号, Yoruha A-gata ni-gō)
Voix japonaise : Ayaka Suwa (ja), voix française : Valérie Muzzi
Communément appelé A2, il s'agit d'un prototype YoRHa. Initialement envoyée dans le cadre d’une mission suicide visant à détruire un serveur à Ka’ala, elle survit et poursuit une vendetta contre YoRHa et les machines.
Adam (アダム, Adamu)
Voix japonaise : Daisuke Namikawa, voix française : Steve Driesen
Il s'agit d'une machine humanoïdes et possède un frère jumeau du nom de Eve avec qui il gère le réseau sur Terre. Il est plus mature que son frère et est fasciné par l’humanité.
Eve (イヴ, Ivu)
Voix japonaise : Tatsuhisa Suzuki (ja), voix française : Sébastien Hebrant
Il s'agit d'une machine humanoïdes et possède un frère jumeau du nom de Adam avec qui il gère le réseau sur Terre. Il est plus enjoué que son frère et est dévoué à son frère.
Pascal (パスカル, Pasukaru)
Voix japonaise : Aoi Yūki, voix française : Laëtitia Liénart
Chef pacifiste d’un village de machines qui se sont déconnectés du réseau de machines sur Terre et se sont isolés de la guerre.
Devola (デボル, Deboru) et Popola (ポポル, Poporu)
Voix japonaise : Ryōko Shiraishi, voix française : Marie Braam (Devola) et Élisabeth Guinand (Popola)
Il s'agit d'androïdes jumeaux d’une ancienne série de modèles. En raison d’un incident dévastateur causé par une autre paire de leurs modèles, Devola et Popola souffrent de discrimination de la part d’autres androïdes et se voient attribuer des tâches dangereuses.

## Production
La série a été annoncée lors du livestream du cinquième anniversaire de Nier: Automata. Il est réalisé par Ryouji Masuyama et animé par A-1 Pictures, Masuyama et Yoko Taro écrivant le scénario, Jun Nakai concevant les personnages et servant de directeur de l'animation en chef, et MONACA composant la musique,. La diffusion commence le 8 janvier 2023 au Japon sur Tokyo MX et d'autres chaines, mais est interrompue sine die après le 3e épisode en raison des effets de l'épidémie de Covid-19 sur le calendrier de production. Elle reprend à partir du 18 février après rediffusion des trois premiers épisodes. La série est de nouveau interrompue après le 8e épisode en raison de la propagation de la pandémie qui retarde le calendrier. Le 23 juin, le site officiel de la série a communiqué que la série va reprendre le 23 juillet 2023 en sortant les épisodes 9 à 12 le même jour. La première partie de la série se finit le 24 juillet 2023 avec un total de 12 épisodes. Une seconde partie a été annoncéeet est diffusée du 5 juillet au 27 septembre 2024 comptabilisant aussi 12 épisodes. 
Aimer interprète le générique de début de la première partie intitulé Escalate, tandis que le groupe de rock Amazarashi interprète le générique de fin intitulé Antinomy (アンチノミー, Anchinomī). LiSA interprète le générique de début de la deuxième partie intitulé Black Box écrite par Hiromu Akita de Amazarashi tandis que le générique de fin, écrit par Okabe avec les paroles de Yoko, est interprété par une Idole virtuelle de l'entreprise Gems Company et s'intitule Hai to Inori (灰ト祈リ).

## Liste des épisodes

### Partie 1
| No | Titre en français,            | Titre original         | Date de 1re diffusion |
| -- | ----------------------------- | ---------------------- | --------------------- |
| 1  | Or not to [B]e                | Or not to [B]e         | 8 janvier 2023        |
| 2  | city e[S]cape                 | city e[S]cape          | 15 janvier 2023       |
| 3  | break ti[M]e                  | break ti[M]e           | 22 janvier 2023       |
| 4  | a mountain too [H]igh         | a mountain too [H]igh  | 19 février 2023       |
| 5  | mave[R]ick                    | mave[R]ick             | 26 février 2023       |
| 6  | [L]one Wolf                   | [L]one Wolf            | 5 mars 2023           |
| 7  | [Q]uestionable actions        | [Q]uestionable actions | 12 mars 2023          |
| 8  | Le maquereau, tu as [K]iffé ? | Aji wo [K]utta ?       | 19 mars 2023          |
| 9  | hun[G]ry for knowledge        | hun[G]ry for knowledge | 23 juillet 2023       |
| 10 | over[Z]ealous                 | over[Z]ealous          | 23 juillet 2023       |
| 11 | head[Y] battle                | head[Y] battle         | 23 juillet 2023       |
| 12 | flowers for m[A]chines        | flowers for m[A]chines | 23 juillet 2023       |

### Partie 2
| No | Titre en français, | Titre original     | Date de 1re diffusion |
| -- | ------------------ | ------------------ | --------------------- |
| 13 | reckless bra[V]ery | Reckless bra[V]ery | 5 juillet 2024        |
| 14 | mission [F]ailed   | mission [F]ailed   | 12 juillet 2024       |
| 15 | no [I] in team     | no [I] in team     | 19 juillet 2024       |
| 16 | broken [W]ings     | broken [W]ings     | 26 juillet 2024       |
| 17 | bad [J]udgment     | bad [J]udgment     | 2 août 2024           |
| 18 | chil[D]hood’s end  | chil[D]hood’s end  | 9 août 2024           |
| 19 | corru[P]tion       | corru[P]tion       | 23 août 2024          |
| 20 | deb[U]nked         | deb[U]nked         | 30 août 2024          |
| 21 | [N]o man's village | [N]o man's village | 6 septembre 2024      |
| 22 | just y[O]u and me  | just y[O]u and me  | 13 septembre 2024     |
| 23 | meaningless [C]ode | meaningless [C]ode | 20 septembre 2024     |
| 24 | the [E]nd of YoRHa | the [E]nd of YoRHa | 27 septembre 2024     |